# Evropský justiční prostor v civilních otázkách

Evropská unie

Evropský justiční prostor (EJP) je oblast, ve které evropské státy v zásadě spolupracují v civilních justičních otázkách. S určitými výjimkami se jedná o území členských států Evropské unie.
Evropská integrace po druhé světové válce se musela potýkat s problémem rozdílné právní úpravy v jednotlivých členských státech, se samostatností justičních soustav a teritoriálním omezením justice. Rozdílnost v právní úpravě mohla směřovat k jevu forum shopping, samostatnost soudních soustav se projevovala především v oblasti práva procesního nejednotností pravidel jednotlivých států o mezinárodní pravomoci, což se mohlo promítnout v oblasti uznání a výkonu rozhodnutí. V důsledku této situace, tak vznikal rozpor mezi existencí jednotného vnitřního trhu a nejednotnou právní úpravou na něm vzniklých vztahů.
Za první stupeň vedoucí k vytvoření Evropského justičního prostoru bývá považován článek 220 Smlouvy o EHS (později čl. 293 SES). Dalším významným mezníkem byla Bruselská úmluva (1968), jež byla transformována do nařízení Brusel I, a Úmluva o právu rozhodném pro závazky ze smluv (Římská úmluva). Zásadní změny v soudní spolupráci přinesla Amsterodamská smlouva.

## Vývoj

### Vnitřní trh a jeho právní rovina

Vztahy mezi evropskými organizacemi

V padesátých letech vznikly tři subjekty práva s jednou institucionální základnou. Hospodářská spolupráce členských států souvisela s vzestupnou ekonomickou integrací. V roce 1960 byla přijata Úmluva o Evropském sdružení volného obchodu, čímž vzniká zóna volného obchodu. K 1. červenci 1968 vznikla celní unie a v roce 1979 pak Evropská měnová unie. Jednotným evropským aktem z roku 1986 byl zahájen proces vytváření jednotného vnitřního trhu, který byl dokončen přijetím Maastrichtské smlouvy roku 1992.
Smlouva o fungování Evropské unie definuje vnitřní trh jako „prostor bez vnitřních hranic, v němž je zajištěn volný pohyb zboží, osob, služeb a kapitálu v souladu s ustanoveními Smluv“. Do účinnosti Lisabonské smlouvy byl jednotný vnitřní trh součástí prvního (komunitárního) pilíře, který tvořila Evropská společenství (ES a Euroatom).
Po přijetí Jednotného evropského aktu, který zahájil proces vytváření jednotného vnitřního trhu, začalo být přijímáno množství harmonizačních opatření k odstranění překážek.
V souvislosti se vznikem jednotného vnitřního trhu se však objevily dvě roviny problému: (1) rozdíl v hmotněprávní regulaci soukromého práva v členských zemích, (2) samostatnost justičních soustav členských zemí a s tím související územní omezenost. Překonání rozdílů v hmotněprávní regulaci je možné jejich harmonizací nebo unifikací.
Rozdíly v hmotněprávní úpravě lze odstraňovat unifikací vnitrostátního hmotného a procesního práva na úrovni evropského práva či unifikací kolizních norem. O unifikaci vnitrostátního procesního práva za situace bez relevantního cizího prvku není vedena diskuse. Unifikace vnitrostátního práva by sice byla nejúčinnější, ovšem s ohledem na zásadní rozdíly mezi právními řády členských států, dochází k unifikaci pouze zvláštních oblastí, zatímco snahy o komplexní unifikaci právních odvětví vycházejí naprázdno. Při respektování hmotněprávní různosti je však možné prostřednictvím unifikace kolizních norem nastavit pravidla, která zajistí, aby bylo v konkrétním případě aplikováno vždy hmotné právo téhož státu bez ohledu na to, kde řízení probíhá.
Spory a jiné právní věci, které vyplývají ze soukromoprávních vztahů, projednávají a rozhodují v zásadě soudy, které také provádějí výkon rozhodnutí, která nebyla splněna dobrovolně. Soudní soustavy členských států můžeme vymezit jako samostatné, u nichž má řízení teritoriální charakter a účinky jejich rozhodnutí má své územní omezení. Možností pochopitelně bylo vytvoření paralelní evropské soudní soustavy, anebo změna současné justiční soustavy členských států – za rozsáhlého předání pravomoci – v evropskou soustavu. Nejrealističtějším způsobem však bylo stanovení jasných pravidel pro rozhraničení mezinárodní pravomoci a zjednodušení pravidel pro uznání a výkon rozhodnutí.

### Smlouva oEHS
Počátky evropské integrace se nenesly ve znamení vztahu či vzájemného vlivu mezi národními systémy mezinárodního práva soukromého a legislativou Společenství. Přelomovým okamžikem se stalo přijetí Smlouvy o EHS, která ve svém čl. 220 vytvořila základ pro budoucí unifikační snahy. Toto ustanovení bylo Amsterodamskou smlouvou přečíslováno na čl. 293 a Lisabonskou smlouvou zrušeno.
| „ | Článek 220 Členské státy zahájí mezi sebou v případě potřeby jednání s cílem zajistit ve prospěch svých státních příslušníků: - ochranu osob a požívání a ochranu práv za týchž podmínek, které každý stát stanoví pro své vlastní státní příslušníky, - zamezení dvojího zdanění uvnitř Společenství, - vzájemné uznávání společností ve smyslu čl. 58 druhého pododstavce, zachování jejich právní subjektivity v případě přenesení sídla z jedné země do druhé a možnost sloučení či splynutí společností, které se řídí právem různých členských států, - zjednodušení formalit, jimž podléhá vzájemné uznávání a výkon soudních rozhodnutí a rozhodčích nálezů. | “ |

Systematické zařazení článku 220 způsobilo, že v této oblasti nemohly být vydávány sekundární komunitární právní akty. Z dikce ustanovení lze také vyvodit, že jediným možným formálním pramenem byla mezinárodní smlouva. A právě dvě takové mezinárodní smlouvy sjednané nezávisle na Společenstvích – Úmluva o příslušnosti, uznávání a výkonu soudních rozhodnutí v občanských a obchodních věcech (Bruselská úmluva, 1968) a Úmluva o právu rozhodném pro smluvní závazkové vztahy (Římská úmluva, 1980) – jsou považovány za počátek Evropského justičního prostoru, ač se v době jejich uzavření s takovým pojmem neoperovalo.

### JEA a Maastricht
Jednotný evropský akt (JEA), jehož východiskem byla Bílá kniha Komise specifikující přibližně tři sta opatření směřujících k zajištění jednotného vnitřního trhu, znamenal změnu strategie a přístupu k harmonizaci práva. Ke zdárnému průběhu ekonomické integrace bylo žádoucí doplnit i integraci právně-politickou.
Maastrichtská smlouva oficiálně zavedla pojem Evropská unie pro zastřešení tří Společenství bez založení její právní subjektivity a zavedla tři pilíře EU – první pilíř zahrnoval otázky komunitární mající v zásadě vztah ke třem Společenstvím, druhý pilíř představoval společnou zahraniční a bezpečnostní politiku a třetí policejní a justiční spolupráci. Druhý a třetí pilíř byly nekomunitární, což znamenalo, že komunitární orgány v těchto oblastech nemohly přijímat sekundární právo. Pilířová struktura EU zanikla účinností Lisabonské smlouvy. Samotná Maastrichtská smlouva tak pro Evropský justiční prostor neznamenala žádnou zásadní změnu. Civilní justiční spolupráci sice označila jako jeden ze společných zájmů členských států, ale ponechala ji v rámci třetího pilíře.

### Amsterodamská smlouva a následující období
17. července 1997 byla mezi členskými státy uzavřena Amsterodamská smlouva. Smlouva, která vstoupila v platnost 1. května 1999, vytvořila prostor svobody, bezpečnosti a spravedlnosti. V českém oficiálním překladu je slovo spravedlnost nahrazeno pojmem právo, což je s ohledem na jiné jazykové mutace i smysl a účel nevhodné. Smlouvou vytvořený prostor měl dvě složky: trestněprávní a soukromoprávní. Složka trestněprávní zůstala ve třetím mezivládním pilíři, zatímco složka soukromoprávní byla přesunuta do prvního pilíře (komunitarizována). Soudní spolupráce byla upravena v článku 65 Smlouvy o založení ES (SES), který je považován za základ Evropského justičního prostoru.
| „ | Článek 65 (bývalý článek 73m) Opatření v oblasti soudní spolupráce v občanských věcech s mezinárodním prvkem přijímaná podle článku 67, pokud je to nutné k řádnému fungování vnitřního trhu, zahrnují mimo jiné: a) zlepšení a zjednodušení: - systému mezinárodního doručování soudních a mimosoudních písemností; - spolupráce při opatřování důkazů; - uznání a výkonu soudních a mimosoudních rozhodnutí v občanských a obchodních věcech; b) podporu slučitelnosti kolizních norem platných v členských státech a předpisů pro řešení kompetenčních sporů; c) odstraňování překážek řádného průběhu občanskoprávního řízení, popřípadě podporou slučitelnosti úpravy občanskoprávního řízení v členských státech. | “ |

K ustanovením, která vytvářejí prostor svobody, bezpečnosti a spravedlnosti (čl. 61 - 69 SES), byla sjednána prostřednictvím Protokolů zvláštní postavení Spojeného království, Irska a Dánska. Na základě příslušných protokolů se tak akty vydané v této oblasti nestávají pro tyto státy závazné. Podle Protokolu upravujícího vztah ke Spojenému království a Irsku mohou tyto státy sdělit, že se budou účastnit přijímání a používání konkrétního opatření. Doposud tak oba státy učinily ve všech případech. V případě Dánska je úprava podobná s tím rozdílem, že Dánsko nemůže učinit sdělení v případě jednotlivého opatření, ale může informovat ostatní členské státy, že protokol či jeho část nebudou využívat.
Počátkem prosince 1998 se ve Vídni uskutečnilo zasedání Evropské rady, která přijala Akční plán Rady a Komise o nejlepších způsobech provádění ustanovení Amsterodamské smlouvy o vytvoření prostoru svobody, bezpečnosti a spravedlnosti. Tento Akční plán interpretoval některé pojmy Amsterodamské smlouvy, stanovil časový harmonogram vytvoření prostoru a cíle soudní spolupráce. Podle akčního plánu mělo dojít zejména k modernizaci úmluv – Bruselské, Římské a Luganské – a pro vzájemné uznávání rozhodnutí justičních orgánu měla být dosažena slučitelnost kolizních norem. K rozvoji Evropského justičního prostoru bylo významné i zasedání Evropské rady v Tampere v říjnu 1999. Zde byla specifikována opatření k rozvoji Evropského justičního prostoru.
V současnosti je justiční spolupráce upravena v článcích 81 a následující Smlouvy o fungování Evropské unie (SFEU). Zásadní změnou je zrušení pilířové struktury, a tak komunitarizace justiční a policejní spolupráce. Článek 65 SEU je v současnosti se změnami čl. 81 SFEU.

## Prameny
Základním rámcem Evropského justičního prostoru byla ustanovení, která byla do Smlouvy o založení ES přidána Amsterodamskou smlouvou. Tato ustanovení jsou dnes součástí Smlouvy o fungování Evropské unie, přičemž byl zachován pouze původní článek 65 SES, nyní čl. 81 SFEU, a byl nahrazen článek 66 SES, nyní čl. 74 SFEU. Články 67 až 69 SES byly zrušeny. Základní princip Unie, a to usnadnění přístupu ke spravedlnosti, zejména zásadou vzájemného uznávání soudních a mimosoudních rozhodnutí v občanských věcech, je upraven v čl. 67 SFEU.
V rámci základu, který tvoří primární právo, přijímají orgány Evropské unie právní akty – nařízení, směrnice, rozhodnutí, doporučení a stanoviska. Nejvýznamnější jsou nařízení a směrnice.

## Členské státy EU a EJP

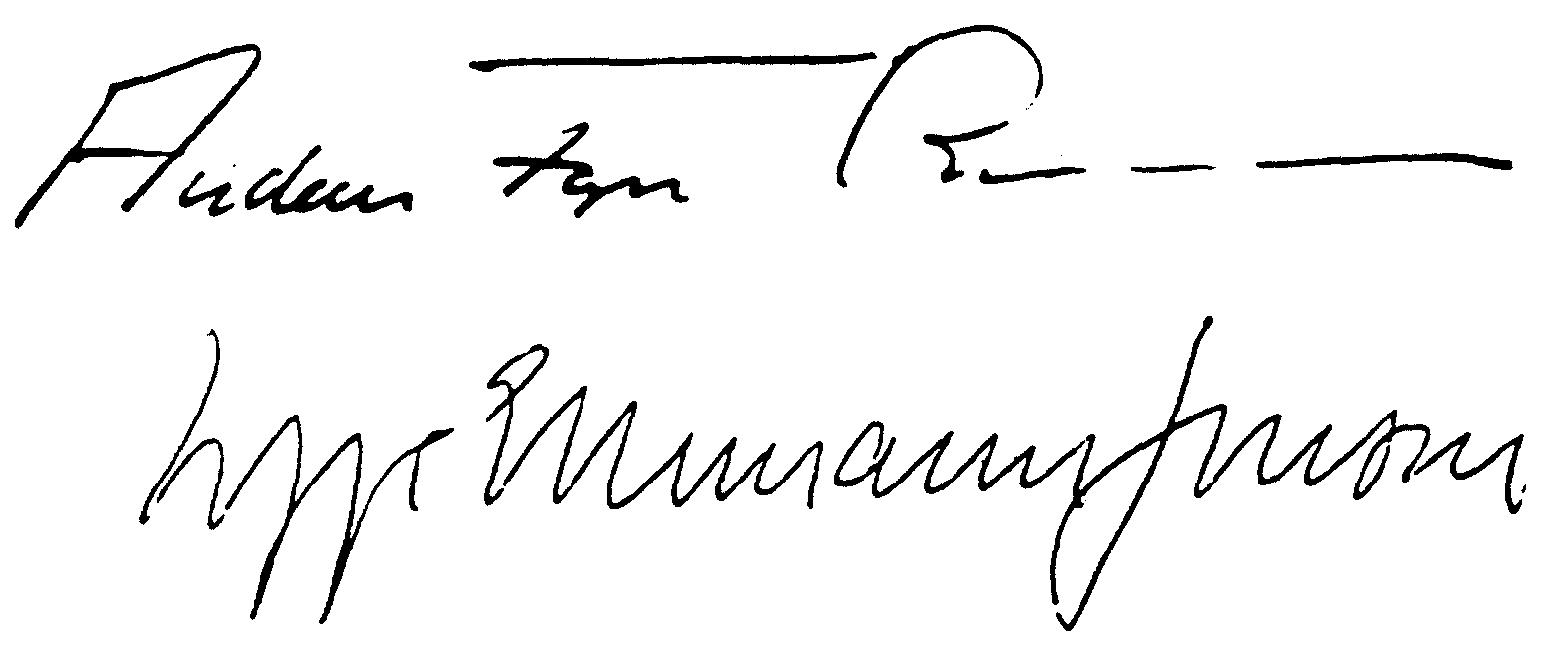
Podpis dánských zástupců pod Maastrichtskou smlouvou

Evropský justiční prostor v současnosti zahrnuje všechny členské státy Evropské unie s výjimkou Dánska. Mimo Evropský justiční prostor by se mohlo nacházet i Spojené království a Irsko, ale tyto se doposud účastnily přijímání všech opatření.
Spojené království a Irsko se na základě Protokolu o postavení Spojeného království a Irska s ohledem na prostor svobody, bezpečnosti a spravedlnosti nepodílejí na přijímání opatření Rady, která jsou navrhována podle části třetí hlavy V Smlouvy o fungování Evropské unie (čl. 67-89). Ustanovení Smlouvy o fungování Evropské unie, ustanovení mezinárodních smluv, které budou uzavřeny Unií, a rozhodnutí Soudního dvora Evropské unie interpretující ustanovení či opatření v těchto věcech nejsou pro Spojené království a Irsko závazná. Obě země však mohou předsedovi Rady do tří měsíců po předložení návrhu nebo podnětu písemně oznámit, že se chtějí účastnit přijímání a používání navrženého opatření (opt-in), což je jim na základě tohoto oznámení povoleno. Režim Protokolu je odlišný pro Irsko, které může písemně oznámit, že si nepřeje, aby se na něj Protokol vztahoval. Z dikce Protokolu se tento v případě Irska nevztahuje na čl. 75 SFEU, který se týká boje proti terorismu – zde Protokol platí pouze pro Spojené království. Doposud se oba státy účastnily přijímání všech opatření.
Dánsko odmítlo v roce 1992 v referendu Maastrichtskou smlouvu. Důvodem výsledku referenda byly čtyři oblasti: euro, spolupráce v oblasti justice a vnitra, evropské občanství a obranná spolupráce. Následně sjednanou Edinburskou dohodou dostalo Dánsko ve všech těchto oblastech výjimky a v roce 1994 byla Maastrichtská smlouva v Dánsku přijata. Dánsko se z dikce Protokolu o postavení Dánska neúčastní přijímání opatření Rady navrhovaných podle části třetí hlavy V Smlouvy o fungování Evropské unie (čl. 67-89). Ustanovení Smlouvy o fungování Evropské unie, ustanovení mezinárodních smluv, které budou uzavřeny Unií, a rozhodnutí Soudního dvora Evropské unie interpretující ustanovení či opatření v těchto věcech nejsou pro Dánsko závazná. Dánsko nemá možnost opt-in, ale má možnost oznámit, že si nepřeje zcela nebo zčásti využívat Protokolu. Dánsko tak k opatřením nepřistupuje na základě práva komunitárního, může tak však učinit na základě práva mezinárodního sjednáním smlouvy s EU, což má nevýhodu za situace, kdy dojde ke změně příslušných právních aktů. Dánsko totiž musí k novelizované podobě přistoupit pomocí zvláštní procedury jako v případě mezinárodní smlouvy. Doposud Dánsko přistoupilo k nařízení o doručování a k nařízení Brusel I.